# Tistarita
La tistarita és un mineral de la classe dels òxids, que pertany al grup de l'hematites. El seu nom deriva de la paraula "estrella" (star, en anglès), i del titani ("Ti") a la seva composició, el que implica que aquest mineral és probablement un dels condensats d'entre els primers sòlids formats en el sistema solar en el naixement de la nostra estrella.

## Característiques
La tistarita és un òxid de fórmula química Ti₂3+O₃. Es tracta d'una de les poques fases conegudes en l'actualitat amb titani trivalent essencial, com la grossmanita i altres minerals encara sense aprovar com la UM1971-21-SiO: AlCaMgTi o la UM1978-08-O: AlCaCrFeMgTi. Va ser aprovada com a espècie vàlida per l'Associació Mineralògica Internacional l'any 2008. Cristal·litza en el sistema trigonal.
Segons la classificació de Nickel-Strunz, la tistarita pertany a «04.CB: Òxids amb proporció metall:oxigen = 2:3, 3:5, i similars, amb cations de mida mitja» juntament amb els següents minerals: brizziïta, corindó, ecandrewsita, eskolaïta, geikielita, hematites, ilmenita, karelianita, melanostibita, pirofanita, akimotoïta, auroantimonita, romanita, avicennita, bixbyita, armalcolita, pseudobrookita, mongshanita, zincohögbomita-2N2S, zincohögbomita-2N6S, magnesiohögbomita-6N6S, magnesiohögbomita-2N3S, magnesiohögbomita-2N2S, ferrohögbomita-6N12S, pseudorútil, kleberita, berdesinskiita, oxivanita, olkhonskita, schreyerita, kamiokita, nolanita, rinmanita, iseïta, majindeïta, claudetita, estibioclaudetita, arsenolita, senarmontita, valentinita, bismita, esferobismoïta, sil·lenita, kyzylkumita i tietaiyangita.

## Formació i jaciments
Va ser descobert al meteorit Allende, trobat al Pueblito de Allende l'any 1969 amb una massa d'aproximadament 2 tones mètriques, a l'estat de Chihuahua, Mèxic. Es tracta de l'únic indret on ha estat trobada aquesta espècie mineral.